# Karwoche

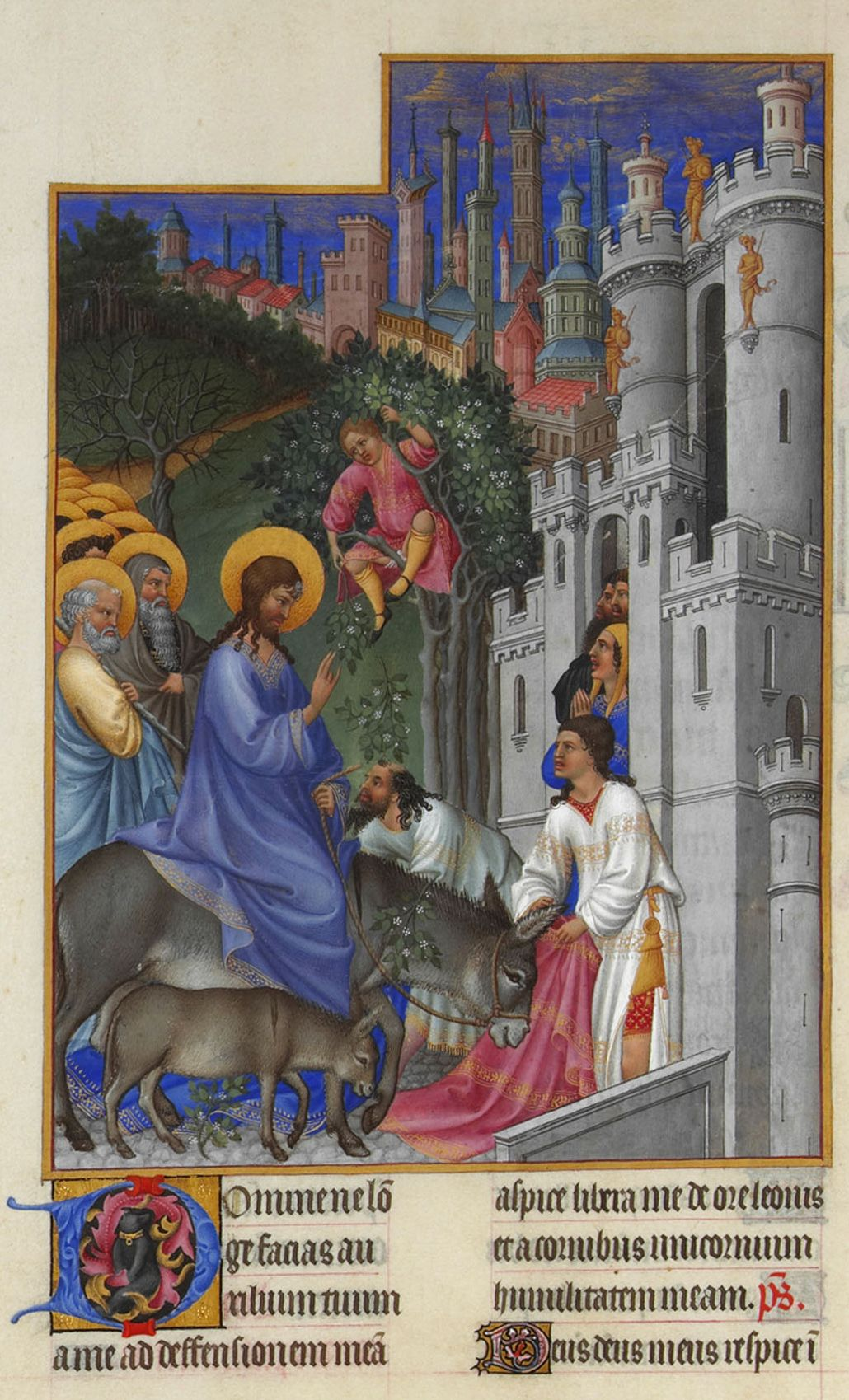
Der Einzug Jesu in Jerusalem am Palmsonntag (Darstellung aus dem Stundenbuch des Herzogs von Berry)

Die Karwoche (ahd. kara ‚Klage‘, ‚Kummer‘, ‚Trauer‘; früher: Charwoche, auch: Stille Woche) ist im christlichen Kirchenjahr die letzte Woche der Fasten- oder Passionszeit und damit die Woche vor Ostern.
In weiteren Sprachen, Kirchen oder Konfessionen wie in der Liturgie der römisch-katholischen Kirche wird der Zeitraum – allerdings unter Einschluss der Osterfeier – als Heilige Woche bezeichnet; im Anglikanismus Holy Week. In den christlich-orthodoxen Kirchen wird auch von der Großen Woche (oder Großen Heiligen Woche) gesprochen, um auf das traditionell strenge Fasten mit anschließendem Fastenbrechen zu Ostern hinzuweisen.
Die Namen der ersten drei Tage, die dem Palmsonntag folgen, haben mehrere Varianten (Karmontag oder Blauer Montag; Gelber, Blauer, schiefer Dienstag, auch Kar- oder Eierdienstag; Guter oder Großer, Weißer, krummer, schiefer Mittwoch, selten Kar- oder Platzmittwoch), gefolgt von Gründonnerstag, Karfreitag und Karsamstag.

## Etymologie
Der Begriff leitet sich im Deutschen von Karfreitag (mhd. karvrītac; häufiger auch kartac) ab. Das Kompositum ist eine Bildung mit im Neuhochdeutschen untergegangenem ahd. kara (9. Jahrhundert), mittelhochdeutsch kar ‚Trauer, Wehklage‘, altsächsisch kara ‚Sorge, Klage‘, altenglisch caru, cearu, englisch care ‚Sorge, Kummer‘. Im Altnordischen bedeutet kǫr ‚Bett‘, besonders ‚Krankenbett‘, poetisch auch ‚Kummer, Schmerz‘, gotisch kara ‚Sorge‘ (germanisch *karō). Im heutigen Deutsch wird noch das Wort karg aus althochdeutsch karag, mittelhochdeutsch karc verwendet (etwa in wortkarg). Im Englischen wird die Karwoche im Sinne der Heiligen Woche als Holy Week, italienisch settimana santa, französisch semaine sainte, spanisch semana santa oder niederländisch als Goede Week („Gute Woche“) bezeichnet. Damit ist die deutsche Bezeichnung eine sprachliche Besonderheit in Hinsicht der europäisch geprägten Weltsprachen.

## Dauer und Bedeutung
Die Karwoche beginnt am Palmsonntag mit der Erinnerung an den Einzug Jesu in Jerusalem und umfasst außerdem die stillen Tage Montag bis Mittwoch. Es folgen am Abend des Gründonnerstags das Gedächtnis der Einsetzung der Eucharistie beim letzten Abendmahl sowie am Karfreitag die Feier vom Leiden und Sterben Jesu. Der Karsamstag gilt als Tag der Grabesruhe Jesu Christi. Die Karwoche mündet in die Feier der Osternacht.
Die Bezeichnung Karwoche ist ein traditioneller Begriff aus dem deutschsprachigen Raum. In anderen Sprachen sowie in der römisch-katholischen Liturgie spricht man demgegenüber von der „großen“ oder heiligen Woche (lateinisch Hebdomada sancta, von griechisch ἑβδομάς), die – anders als die Karwoche – den mit der Feier der Osternacht beginnenden Ostersonntag einschließt und dem theologischen Gedanken der Einheit von Leiden und Kreuzestod Christi und seiner Auferstehung von den Toten (Pascha-Mysterium) Rechnung trägt.
Die Karwoche galt – wie die gesamten Fastenzeiten vor Ostern oder Weihnachten – im Christentum als eine sogenannte geschlossene Zeit, in der öffentliche Festlichkeiten (Tanzverbot) oder kirchliche Trauungen nicht stattfinden durften. Auch das mittelalterliche weltliche Recht knüpfte an die Karwoche gewisse Einschränkungen. So war die Karwoche eine gebundene Zeit, in der unter anderem kein Gericht zusammentreten konnte und keine Fehde vollzogen werden konnte. Heute ist in den deutschen Bundesländern der Karfreitag (teilweise auch der Gründonnerstag und Karsamstag) nach den Feiertagsgesetzen ein gesetzlich geschützter stiller Tag. In allen christlichen Konfessionen gelten Einschränkungen für die Karwoche. So hat die Evangelische Kirche im Rheinland geregelt, dass in der Karwoche keine kirchlichen Trauungen durchgeführt werden. In der römisch-katholischen Kirche werden bestimmte, mit einem freudigen Festgeheimnis verbundene Sakramentalien nicht gespendet. Der Karfreitag gilt als „Fast- und Abstinenztag“, an dem man nur eine sättigende Mahlzeit zu sich nimmt und keine Fleischspeisen isst.

## Liturgie und Brauchtum in den christlichen Konfessionen

### Römisch-katholischen Kirche
Die Heilige Woche (lateinisch hebdomada sancta) ist in der Liturgie der römisch-katholischen Kirche die Oktav vom Palmsonntag bis zum Osterfest. Im Unterschied zur Karwoche ist sie keine reine Trauerwoche. Sie umrahmt vielmehr die Feier des messianischen Einzugs Jesu Christi in Jerusalem am ersten Tag, die drei österlichen Tage mit der Messe vom letzten Abendmahl und dem Gedächtnis des Leidens und Sterbens Jesu mit der Feier der hochheiligen Osternacht am achten Tag der heiligen Woche. Seit dem Zweiten Vatikanischen Konzil wird in der Heiligen Woche unterschieden zwischen der Karwoche (von Palmsonntag bis zur Vesper des Gründonnerstags) und dem Triduum Sacrum oder Triduum Paschale (von der Messe vom letzten Abendmahl am Gründonnerstagabend bis Ostersonntag einschließlich). Auch die gesamte Woche, die vor Ostern endet, wird weiterhin als Karwoche bezeichnet.

#### Messfeiern, Stundengebet und Andachten
Der Karfreitag und der Karsamstag sind die einzigen Tage im Kirchenjahr, an denen keine heilige Messe gefeiert wird. An den Kartagen werden morgens vor allem in Kathedralen und Klosterkirchen die Karmetten gesungen. Mancherorts finden in der Karwoche tägliche Kreuzwegandachten statt. Am Karfreitag ist der Hauptgottesdienst die Feier vom Leiden und Sterben Christi am Nachmittag. Am Karsamstag wird nur das Stundengebet gehalten. Zwischen der Karfreitagsliturgie und der Osternacht besteht in vielen Kirchen der Brauch, das „heilige Grab“ mit dem dort niedergelegten Kruzifix in Stille zu besuchen (visitatio crucis).
Am Vormittag des Gründonnerstags findet in den Bischofskirchen die Chrisammesse mit der Weihe der heiligen Öle statt. Vielerorts wird diese Feier bereits an einem früheren Tag in der Karwoche gehalten.

#### Kreuzverhüllung

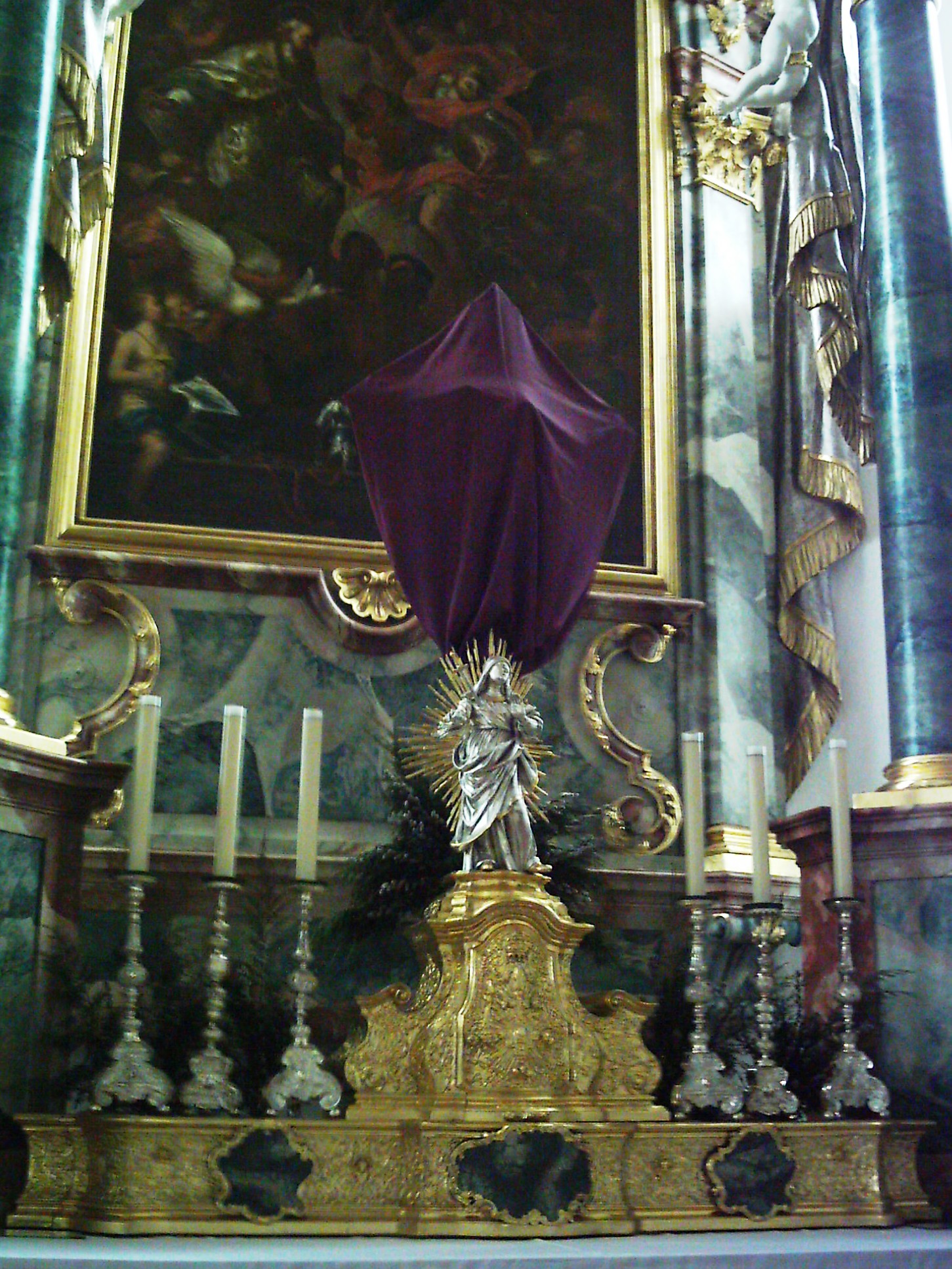
Das verhüllte Kreuz, Symbol der Passionszeit

Bereits am fünften Sonntag der Fastenzeit, dem Passionssonntag (Judica) und dem Beginn der eigentlichen Passionszeit, werden die Kruzifixe und Kreuze in den Kirchen zum Zeichen der Trauer verhüllt, auch Reliquiare, kostbare Evangeliare oder Lichterkronen wurden im Mittelalter verhüllt, und zwar häufig schon ab Aschermittwoch oder von der Terz am Montag nach dem ersten Fastensonntag. Sind Triptychen und Flügelaltäre vorhanden, sind diese häufig zugeklappt und zeigen die einfacher gestaltete Rückseite der Flügel. Im Mittelalter bestanden die Velen zur Verhüllung der Kreuze meist aus weißem Leinen. Heute können sie aus Seide, Wolle, Baumwolle oder Leinen bestehen. Für die Farbe ist violett vorgeschrieben; bis zur Liturgiereform nach dem Zweiten Vatikanischen Konzil wurde das Kreuz auf dem Hochaltar am Gründonnerstag mit einem weißen Velum verhüllt.

#### Schweigen der Glocken
Einem jahrhundertealten Brauch gemäß schweigen in allen römisch-katholischen Kirchen aus Trauer um das Leiden und Sterben Jesu Christi vom Gloria der Messe vom letzten Abendmahl am Abend des Gründonnerstags bis zum Gloria in der Feier der Osternacht die Glocken (teilweise auch der Uhrschlag). Im Volksmund heißt es, „die Glocken fliegen nach Rom“. Als Ersatz werden Schlagbretter, Ratschen, Plattenklappern, Klapperbretter (Klabeklis im Baltikum) und ähnliche hölzerne Schlaginstrumente genutzt, um die Gläubigen an die Gebets- und Gottesdienstzeiten (Angelus, Stundengebet) zu erinnern. Auch die Altarschellen werden durch solche Klappern ersetzt. Es wird weder die Orgel noch ein anderes Musikinstrument gespielt. Stattdessen wird in den Gottesdiensten a cappella gesungen. Der Verzicht auf Glockenläuten und feierliches Orgelspiel wird auch in manchen evangelischen Kirchen geübt.

#### Ratschen

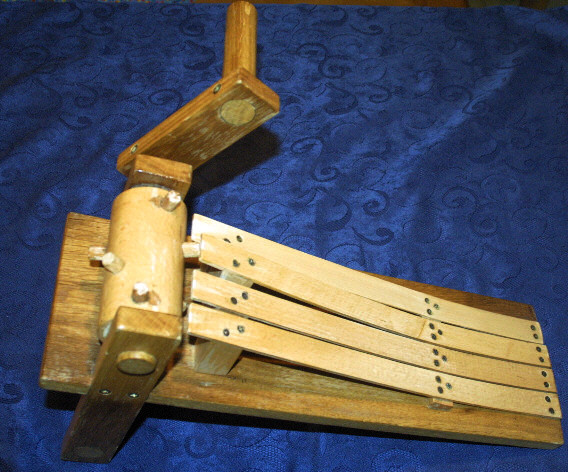
Ratsche

Ein alter römisch-katholischer Brauch in Österreich, Baden und Bayern ist das Ratschen, wobei Kinder, meist Ministranten, mit Holzratschen durch die Straßen oder von Haus zu Haus gehen. Bekannt ist in Klosterneuburg das Turmratschen. Dieser Brauch ist auch im Saarland und in Rheinland-Pfalz verbreitet, wird dort allerdings als „Kleppern“ bezeichnet. Auch im Rheinland und in ländlichen Gegenden Osthessens (Bistum Fulda) ziehen Kinder mit Ratschen durch das Dorf. Auch im Westfälischen (z. B. Waltrop und Nottuln) gibt es die sogenannten Räppler, die von Gründonnerstag bis Karsamstag mit ihren Räppeln (Ratschen) durch den Ort und die Bauerschaften ziehen. Die Ursprünge des Klapperns und Rasselns werden in der Zeit vor der Christianisierung Europas vermutet. Nahe liegt die Vermutung, der Zweck sei es einst gewesen, die Geister des Winters mit Lärm symbolisch zu vertreiben, um den Frühling zu begrüßen. Regional besteht beim Ratschen der Heischebrauch, dass die Kinder mit einer Sammelbüchse von Haus zu Haus gehen und Ostergrüße überbringen; sie sammeln dabei Ostereier, Süßigkeiten und Geld.

#### Künstlerische Rezeption
Der spanische Komponist der Renaissance Tomás Luis de Victoria (1548–1611) komponierte das Officium Sanctae Hebdomadae, das sehr selten aufgeführt wird. Es enthält 37 Einzelgesänge zu den Tenebrae, die zu den wichtigsten Tagen der Heiligen Woche (Palmsonntag, Gründonnerstag, Karfreitag und Karsamstag) jeweils ad matutinum, das heißt frühmorgens, zu singen waren. Sie sind einer der Höhepunkte des mehrstimmigen (polyphonen) Figuralgesangs der Renaissance.

### Evangelische Kirchen
Die Karwoche gilt auch in den evangelischen Kirchen als die wichtigste Woche des Kirchenjahres, Karfreitag und Ostersonntag als die beiden höchsten Festtage.
Martin Luther lehnte allerdings die traditionellen Bräuche und eine besondere Gestaltung der zu seiner Zeit Marterwoche genannten Karwoche ab. In seiner Deutschen Messe von 1526 forderte er, „die Marterwoche soll gleich wie andre Wochen sein“. In den reformatorischen Kirchenordnungen wurden die vier Tage von Mittwoch bis Samstag der Karwoche oft als „halbe Feiertage“ behandelt, an denen die Arbeit nicht ruhen sollte. Es entwickelten sich zwei Ausformungsvarianten: entweder man wollte in der Karwoche (jetzt ganz überwiegend Stille Woche genannt) die ganze Passionsgeschichte vorlesen und predigen (was sich immer mehr auf den Karfreitag konzentrierte), oder man wollte an jedem Tage das bedenken, was an demselben in der letzten Woche des irdischen Lebens Jesu geschehen war und so die Begehung der stillen Woche zum Abbild ihres (gedachten) einstigen Verlaufs machen. Besonders in den norddeutschen evangelischen Kirchen wurde dabei die Passionsharmonie von Johannes Bugenhagen prägend. Diese Art von täglichen Andachten mit Lesungen, die dem Weg Jesu durch die Woche folgen, und dazu passenden Liedern und Gebeten hat sich in der Herrnhuter Brüdergemeine bis heute erhalten.

#### Liturgie und Kirchenmusik
Heute werden der Palmsonntag, der Gründonnerstag und der Karfreitag liturgisch begangen. In manchen Gemeinden gibt es auch Passions-Andachten an weiteren Tagen der Karwoche, zum Teil täglich; verbreiteter ist allerdings die Praxis, Passions-Andachten über die ganze Passionszeit hin an jedem Mittwoch oder Freitag zu begehen. Vielfach findet auch die Feier der Osternacht nach altchristlichem Vorbild statt. Mancherorts ist am Gründonnerstag ein Tischabendmahl üblich, in den letzten Jahren in einzelnen Gemeinden mit Anknüpfung an das jüdische Passah-Abendmahl (Seder-Mahl). Am Karfreitag trifft sich die Gemeinde zum Gottesdienst, meist mit Abendmahl, zu Andachten und oft zu Passionsmusik, etwa zur Sterbestunde Jesu am Nachmittag. Häufig werden die Matthäuspassion oder die Johannespassion von Johann Sebastian Bach aufgeführt. In der Tradition des Kreuzwegs stehen Karfreitagsprozessionen, etwa in Berlin. Am Karsamstag als Tag der Grabesruhe Christi schweigen auch in evangelischen Kirchengemeinden die Glocken.
Aus dem Brauch, die Passionen vorzutragen, entwickelten sich die klassischen Passionen von Heinrich Schütz, Johann Sebastian Bach und anderen. Im 18. Jahrhundert gewannen betrachtende Stücke zunehmend an Bedeutung und verdrängten mitunter den Bibeltext ganz wie beispielhaft in Carl Heinrich Grauns Der Tod Jesu. Die Feier des Gründonnerstags trat hinter der des Karfreitags, der zum ganzen Feiertag und „der evangelischen Kirche eigentümlichen Festtag“ wurde, zurück. Im 19. Jahrhundert begann eine Wiederentdeckung der traditionellen Formen. Christian Karl Josias von Bunsen veröffentlichte 1847 Die heilige Leidensgeschichte und die Stille Woche mit Gottesdienstentwürfen für jeden Tag, jedoch ohne große Resonanz.
Die Renaissance der Passionen Johann Sebastian Bachs konzentrierte sich auf den Karfreitag. Die tatsächliche Begehung der Karwoche war in vielen Gegenden dadurch geprägt, dass am Palmsonntag die Konfirmation gefeiert wurde und zu Ostern das Schuljahr endete und die neu Konfirmierten aus der Regelschule entlassen wurden. Weitere Neubelebungsversuche einer gottesdienstlichen Begehung der ganzen Woche lieferten im 20. Jahrhundert Wilhelm Stählin und die Berneuchener Bewegung, wovon sich im Wesentlichen als neue Form nur die Osternacht an vielen Orten etablieren konnte, sowie die Liturgische Konferenz Niedersachsen.